# Lièvre à la royale
Le lièvre à la royale est un plat de gibier emblématique de la gastronomie française. Sa réalisation requiert des compétences techniques ainsi qu'une expérience professionnelle confirmée. Il en existe deux recettes « concurrentes » : l'une s'apparente à un civet cuit à l'étouffée (en daube) avec force gousses d'ail et d'échalotes, puis effiloché dans une sauce au vin rouge liée au sang ; l'autre prend la forme d'une galantine chaude farcie au foie gras et truffes, servie en tranche nappée d'une sauce au vin rouge également liée au sang. Bien que ces deux variantes contemporaines se distinguent largement l'une de l'autre, elles revendiquent toutes deux l'appellation historique de lièvre à la royale.

## Origines et variantes
« Historiquement, les préparations dites "à la royale" qualifient des plats dont la finesse et la qualité de préparation sont à la mode du roi, ou telles qu'il convient à un roi, et sont attestées depuis 1588, mais surtout à partir du XVIIe siècle. » C'est ainsi qu'en 1755 le cuisinier et auteur culinaire Menon donne, dans la première édition de son ouvrage Les soupers de la Cour ou L'art de travailler toutes sortes d'aliments, une recette de Lapereaux au Monarque accompagné d'une Sauce à la Royale. Pourtant, sémantique mise à part, qu'il s'agisse du plat ou de la sauce, on est ici bien loin des recettes contemporaines et « concurrentes » du lièvre à la royale. Plus avant dans son livre, Menon décrit encore deux préparations évoquant le lièvre en civet compoté : l'une froide, sous l'intitulé de Lièvre en terrine à la Daube, l'autre chaude, le Lièvre au Sang. Sur les pages suivantes, on y trouve aussi une recette de Roulades de Lièvre servies froides (version galantine), mais sans foie gras ni truffes, et cuite au vin blanc et bouillon.

### Façon Aristide Couteaux
Passés ces prémices, ces premières manifestations de « lièvre à la royale » inscrites dans la littérature culinaire du milieu du XVIIIe siècle, il faut attendre le 29 novembre 1898 pour voir publier dans le journal parisien Le Temps une recette bien nommée de lièvre à la royale telle que le journaliste Aristide Couteaux, élu de la Vienne et fin gastronome, disait la tenir de ses parents. Cette préparation en civet, cuite à l'étouffée avec de l'ail et des échalotes puis effiloché dans une sauce au vin rouge liée au sang, est celle que Paul Bocuse et Joël Robuchon mettront à l'honneur près d'un siècle plus tard en la tenant pour la recette « historique » du lièvre à la royale. Point important dans cette façon de « compoter » le gibier, il se consommait sans couteau, à la cuillère. Considérant les origines sénatoriales d'Aristide Couteaux, cette version est aussi dite : façon poitevine.

### Méthode Henri Babinski
En 1903, le chef cuisinier Auguste Escoffier publie son célèbre Guide culinaire dans lequel figure la recette d'une Périgourdine (lièvre farci à la). Le gibier désossé y est garni d'une farce agrémentée du sang de l'animal, de foies de volaille et de parures de truffes. Braisé au vin blanc, le plat est servi chaud accompagné d'une sauce demi-glace de gibier. Si cette préparation se rapproche en technique et par sa composition de la version contemporaine du lièvre à la royale en galantine, il faudra encore attendre une vingtaine d'années avant que la terminologie exacte s'y ajoute sans équivoque (avec le foie gras et le vin rouge en plus). C'est donc dans l'ouvrage d'Henri Babinski, Gastronomie pratique (1928), que le lièvre à la royale, telle une galantine chaude farcie au foie gras et truffes, servie en tranche nappée d'une sauce au vin rouge liée au sang, fait son entrée dans les manuels de cuisine. Cette version est aussi dite : à la périgourdine ou encore : à la façon d'Antonin Carême. Cette version de la recette est celle qui a été choisie par le restaurant Les Grands Buffets à Narbonne, pour venir enrichir son conservatoire de la gastronomie française.

### Marie-Antoine Carême
Dans l'avant-propos de son Guide culinaire de 1903, Auguste Escoffier fait référence à Marie-Antoine Carême (1784-1833) comme étant le chef de file des cuisiniers des rois, à l'image d'Urbain Dubois (1818-1901), dont lui-même dit s'inscrire dans la lignée. Dès lors et par extension, le Lièvre farci à la Périgourdine de son guide pourrait être la codification écrite d'une recette ancestrale, plus ancienne encore que celle du sénateur Couteaux, remontant aux pratiques de Marie-Antoine Carême lorsqu'il cuisinait pour les monarques, ou peut-être même en deçà. Sans plus de traces écrites anciennes pour valider cette hypothèse, c'est donc ici que l'histoire de la recette du lièvre à la royale façon galantine se trouble sous le voile de la légende en en attribuant parfois la « paternité » à Marie-Antoine Carême.

« Un plat gastronomique est souvent ce que l’on s’imagine qu’il doit être ou ce qu’il devrait être. Ainsi en est-il du lièvre à la royale, plat certes récent, mais qui est l’objet de querelles homériques entre les tenants du lièvre servi en roulade avec du foie gras entier, et les tenants de la recette du lièvre compoté du sénateur Couteaux. La part de l’imaginaire dans l’histoire de la gastronomie explique les multiples facettes des recueils publiés en fonction de l’histoire, de la sensibilité et de l’imaginaire de l’auteur. Il en est de même des tentatives de re-créations de recettes anciennes. »

## Un symbole de la cuisine française
Recette emblématique du patrimoine culinaire français, ce plat est reconnu comme une référence gastronomique à l'extérieur des frontières du pays. L'émission américaine The Final Table en fait le sujet de l'émission consacrée à la cuisine française en 2018.

## Ingrédients et préparation

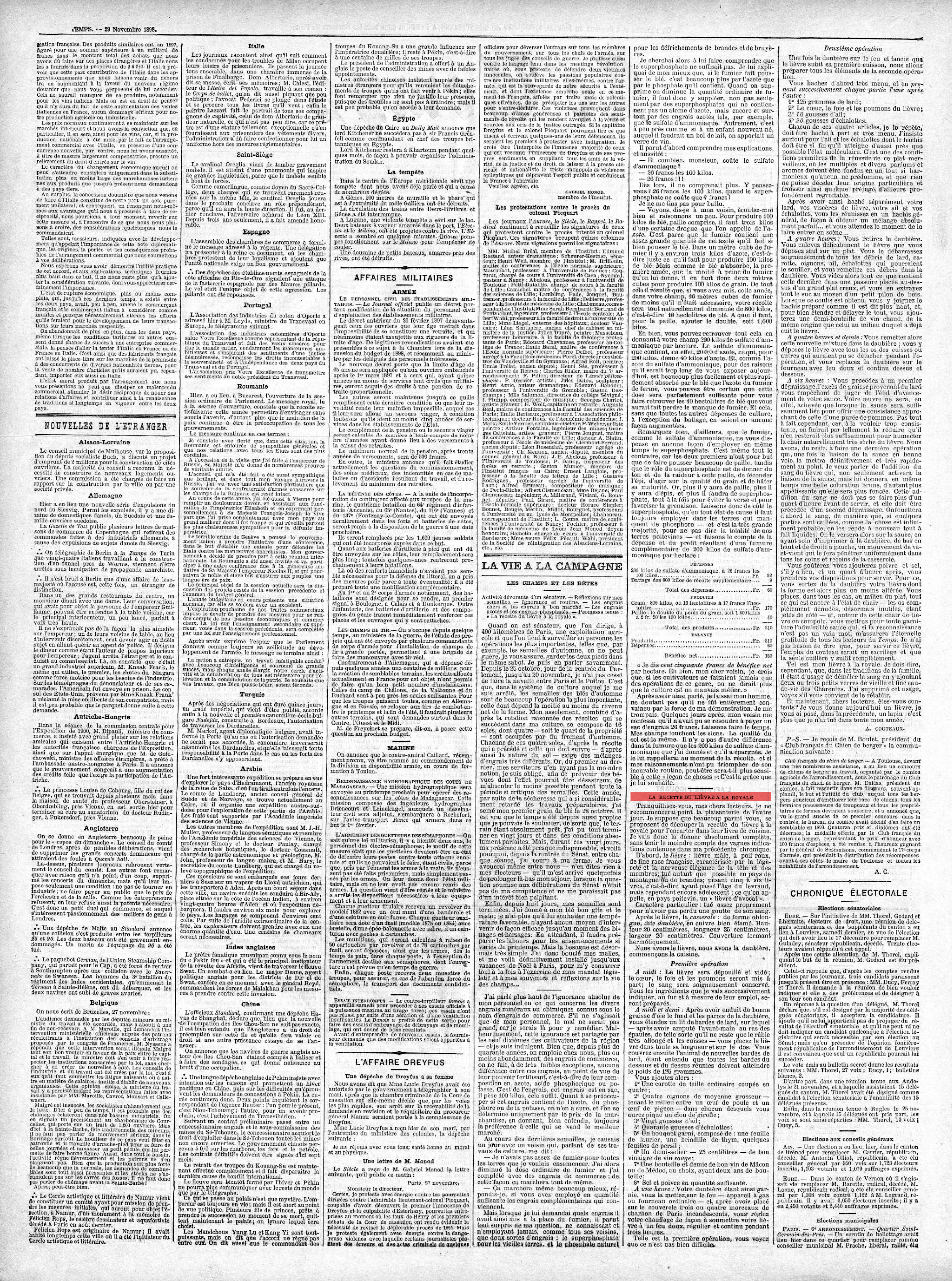
Recette du lièvre à la royale (façon poitevine) selon Aristide Couteaux.

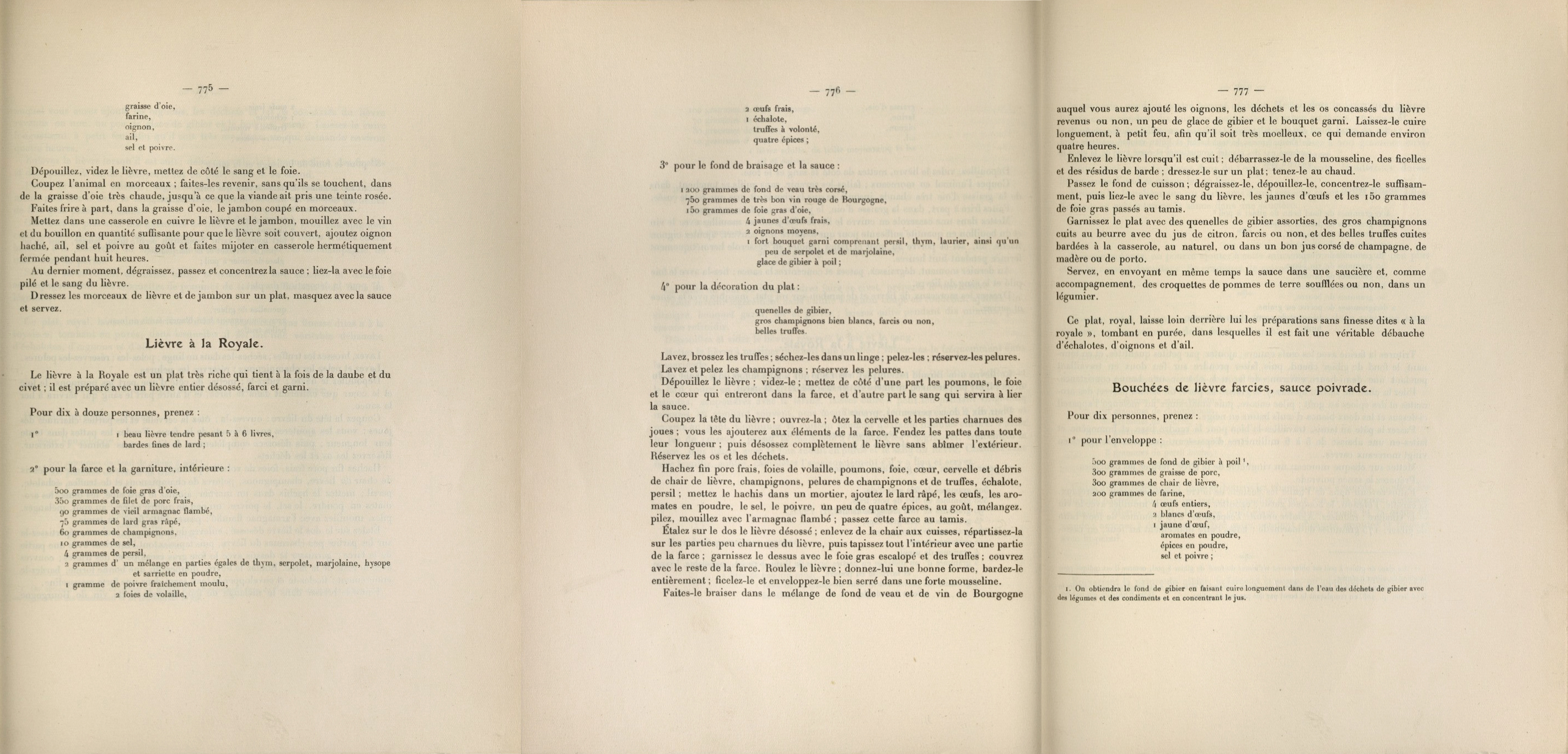
Recette du lièvre à la royale (à la périgourdine) d'après Henri Babinski ou dite Antonin Carême (pages 775 à 777).